# あんいーぶん
あんいーぶんは、ワタナベエンターテインメントに所属していたお笑いコンビ。

## メンバー
- 中村涼子（なかむら りょうこ、1986年5月6日（38歳） - ）
福岡県生まれ、新潟県出身。のち東京都内に移る。
身長161cm、血液型はO型。
詳細は『中村涼子』の項目を参照。

- 伊勢久乃（いせ ひさの、1988年9月18日（36歳） - ）
宮城県仙台市出身。
血液型はB型。
日本芸術高等学園卒業[1]。
お笑いを始める前はアキバ系アイドルのような活動をしていたことがあった[2]。
ピン芸人としての芸名に『ひさの100%』があった（2008年のR-1ぐらんぷりには、この名前で出場）。
芸人引退後は、約5年間の東京・歌舞伎町のショーパブ勤務を経て[3]、横浜市内で居酒屋「Dragon Kitchen」を経営した後、2015年2月15日に同市内にバービー人形の家をイメージした「Pink Holiday Cafe」をオープンし、店長を務める[4]。自身も幼い頃からバービー人形が好きで、200体以上のバービー人形を集めていた[5][6]。これら自分が開店した店舗を運営する会社として、かつての自分のコンビ名と同じ名前の「株式会社あんいーぶん」を設立している[7][3]。
弟の伊勢久大は、音楽トリオ「ザ・フレッシュメン」（高嶋音楽事務所所属）のメンバーで、ヴァイオリン担当[8][9]。

## 来歴
中村は高校入学後間もなくして、同級生（高校のお笑いの同好会では副部長だった）と女性2人組お笑いコンビ『春人』（スプリンガー）を結成。2003年11月に春人は解散、その後中村はピン芸人として活動を続ける。
2006年2月にあんいーぶんを結成、当時中村は大学生、伊勢は高校生だった。当時二人とも同じアルバイト先で、そこで伊勢に誘われての結成だった。伊勢は当時あまりお笑いのことについては知らなかったが「涼子さんが大好き」ということだけで相方にしてもらったという。
同年10月にワタナベコメディスクールに5期生として入学（翌2007年9月に卒業）。最初は『凸凹』と書いて『あんいーぶん』と読むコンビ名だった。
音楽のライブでは『ポニーテールズ』としても活動した他、Mサイズとの歌でのユニット『ツインテールズ』、 めっちぇん、Mサイズとの3組でのお笑いユニット『凸凹オトメサイズ』、2007年からは、こんせいそん、Shohei Noguchi、嵐山智博との4組5人のユニット『Pocket Punk!』としても活動していた。
2009年3月末に解散を発表。2009年3月31日にあさがやドラムで行われた『マサシンライブVol.92〜春休みスペシャル〜』が、あんいーぶんとしての最後の出演、2009年4月29日にStudio twl（東京都中野区）で行われた『お笑いプレーオフ2009〜東京ラウンド〜』にて、ユニット『Pocket Punk!』として出演。2人揃っての出演はこれが最後となった。解散後しばらくは、中村がピン芸人として活動。2009年8月頃に、中村はワタナベコメディスクール同期生だった岩間よいことコンビ『パルフェ』を結成、2009年9月1日のライブ『ガールズガーデンフェスティバル2009』（東京都中野区・Studio twl）からパルフェとして活動を開始。中村は2011年1月26日のパルフェ解散後は現在に至るまでピン芸人として活動。

## 芸風
コント、漫才ともに演じていた。「あーん、いーぶんです! ぶんぶん!」というあいさつがあった。伊勢は以前はゴスロリ風の衣装で出演することが多かった。
女の子同士の会話調の振りから、様々な展開に広がっていくというネタなどがあった。中村がノリツッコミや、体当たり的なツッコミを見せることがあった。また、お互いの胸の大きさの話をネタ中に入れることもあった。
キングオブコント2008では、t.A.T.u.の曲を使い、t.A.T.u.のキャラに扮してのネタを披露し、2回戦まで進出。

## 出演
- ミッポラジオ - ウェイバックマシン（2016年3月4日アーカイブ分）
コメディアンのShohei Noguchiと共演。Shohei Noguchiは中村の『春人』時代の相方の兄であり、そのつながりで親交がある。なお、伊勢がピンで出演する際の芸名『ひさの100％』はShohei Noguchiが考案した芸名である。
- 委稲風砂のパジャマんナイト（Caspeee（ポッドキャスト）、第12回＝2007年8月19日）
- モバタレGREAT（日本テレビ） - 『タレタマ』メンバー
- ジャイケルマクソン（毎日放送）- 『芸人国勢調査ぜーんぶイッキに見せますSP』

## 掲載誌
- お笑いポポロ（麻布台出版社、2007年2月号）